# The Ventures of Marguerite
The Ventures of Marguerite é um seriado estadunidense de 1915, no gênero ação e aventura, dirigido por Robert Ellis, John Mackin e Hamilton Smith. Produzido pela Kalem Company, apresentava 16 capítulos, de 10 minutos cada, mas nem todos os capítulos desse seriado sobreviveram. Foi apresentado nos cinemas estadunidenses entre 29 de outubro de 1915 e 11 de fevereiro de 1916.
O filme é considerado perdido, no entanto, há cópias na Film Preservation Associates (Blackhawk Films collection) (apenas episódio 4: “The Veiled Priestess”), e em coleções particulares (episódio 4).

## Elenco
- Marguerite Courtot	 ...	Marguerite
- Richard Purdon	 ...	Peter Enright
- Edward Roseman	 ...	Ferris (creditado como E. T. Roseman)
- Paula Sherman
- Bradley Barker	 ...	Hal Worth [Cap. 5] / Bob Winters [Cap. 6-16]
- Edwin Brandt	 ...	Dangler [Cap. 7]
- William Sherwood	 ...	Rudolph [Cap. 6]
- Julia Hurley	 ...	Martha [Cap. 6]
- Phil Hardy	 ...	Fenton
- Helen Lindroth	 ...	Frances
- Frank Holland	 ...	Leo – Marido de Frances
- Robert Vaughn	 ...	Garrett – Líder dos Sequestradores [Cap. 3]
- Roland Bottomley[3]

## Sinopse
As aventuras de Marguerite ocorrem antes de ela se casar; herdeira de uma grande fortuna, ela satisfaz seu amor com roupas e aventuras, enquanto enfrenta várias intrigas e gangsters. O tio desaprova seu namorado, Hal, e Marguerite é raptada, com outras mulheres e Hal, por místicos de uma estranha religião.

## Produção
"The Ventures of Marguerite" fugia do padrão dos seriados da época, e não apresentava uma história contínua, sendo, na verdade, uma série, com histórias independentes a cada capítulo.
Mediante o fato de os capítulos serem curtos, de 10 minutos, a história se passa rapidamente, a fotografia é através de poucos closes. Alguns títulos são usados para explicar melhor a ação, em especial no fim do filme.
A atriz Marguerite Courtot tinha 18 anos ao fazer o filme.

## Capítulos

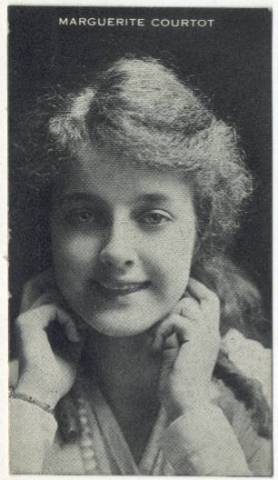
"Card" de Marguerite Courtot.

1. When Appearances Deceive
2. The Rogue Syndicate
3. The Kidnapped Heiress
4. The Veiled Princess
5. A Society Schemer
6. The Key to a Fortune
7. The Ancient Coin
8. The Secret Message
9. The Oriental's Plot
10. The Spy's Ruse
11. The Crossed Clues
12. The Tricksters
13. The Sealskin Coat
14. The Lurking Peril
15. The Fate of America
16. The Trail's End